# Hey Bulldog
Pistes de Yellow Submarine
All Together Now It's All Too Much
Hey Bulldog est une chanson des Beatles, ébauchée par John Lennon, créditée Lennon/McCartney et créée en studio avec la participation de l'ensemble du groupe. Elle est enregistrée avant leur départ pour l'Inde, entre le 6 et le 11 février 1968, lors de sessions aux studios Abbey Road, qui verront naître aussi les titres Lady Madonna, The Inner Light et Across The Universe avec des destins divers en termes de publication. Celui de Hey Bulldog sera d'être inclus en janvier 1969 dans  Yellow Submarine, bande-son du dessin animé du même nom où la chanson fait l'objet d'une séquence.  
Construit autour d'un riff de piano, Hey Bulldog est la dernière des chansons enregistrées (le 11 février 1968) avant le départ des Beatles pour Rishikesh au nord de l'Inde, pour un « séminaire » de huit semaines dans l'ashram du Maharishi Mahesh Yogi.

## Composition et enregistrement
Les Beatles doivent tourner ce jour-là, dans le studio trois de EMI, le vidéo-clip de leur prochain single, Lady Madonna, mais John Lennon a une idée qu'il communique à ses camarades : pourquoi ne pas jouer vraiment quelque chose plutôt que faire semblant d'enregistrer Lady Madonna, ? Lennon a sous la main un texte sur lequel il a déjà travaillé, et tout se fait en direct et en collaboration. Ainsi, le titre Hey Bulldog naît-il sur place. Les paroles originales évoquaient un ouaouaron (« Bullfrog »), mais la sonorité de ce mot pousse Paul à aboyer à la fin du morceau. Éclats de rire généraux, nouveau titre et adaptation des paroles dans la foulée...
L'ambiance dans laquelle cette chanson (qui fera aussi l'objet d'un vidéo-clip tourné... toujours le 11 février dans les studios Abbey Road) est enregistrée fera dire à l'ingénieur du son Geoff Emerick qu'il s'agissait de la dernière fois où il ait vu les Beatles enthousiastes, dynamiques, soudés, comme une véritable équipe dont chacun des membres se sent impliqué en même temps. Compréhensible : en mai 1968, lorsqu'ils reviennent en studio pour se mettre à la réalisation de « l'album blanc », le paysage n'est plus le même, l'ambiance se dégrade... jusqu'à la séparation du groupe, l'année suivante.

## Différences des versions stéréo
Les deux versions stéréo de Hey Bulldog qui figurent sur la bande originale du film et la version remastérisée Yellow Submarine Songtrack diffèrent respectivement sur plusieurs points. Dans le mixage stéréo original, le fond sonore est sur la piste de gauche, la basse au centre, et les voix et la guitare solo sur la piste de droite. Il y a un montage sur la piste de la guitare solo à 01:04, et à nouveau à la fin du passage à 01:32. On perçoit des rires et des paroles audibles pendant le solo de guitare. Le fond sonore voit aussi son volume baisser légèrement afin de donner l'impression que la coda est plus forte. Le fade-out dure sept secondes. 
Sur la version remastérisé de l'album «Songtrack», les ingénieurs du son ont remixé chaque chanson à partir de la bande multipiste du film. Il en résulte un son plus propre (que l'on discerne en comparant l'introduction du piano et l'entrée de la batterie sur les deux versions). Le placement stéréo est réparti de façon plus moderne, avec le fond sonore à gauche, les voix au centre, et la basse et la guitare solo à droite (cependant la voix solo bouge légèrement vers la droite  quand apparaissent les chœurs lors des refrains). Le riff de guitare dans les albums  Yellow Submarine Songtrack et Love est plus finalisé que dans la version originale. Les rires et discussions lors du solo de guitare sont plus discrets comparés à la musique, et les paroles à la fin de la chanson sont légèrement plus calmes aussi, mais facilement audibles. Le shunt final est un peu plus long (dix secondes). Ce qui rend le dernier «Hey bulldog!» plus audible. 
Un mixage mono qui ne fut jamais diffusé en son temps est inclus dans la compilation  Mono Masters du coffret 2009 The Beatles in Mono. (Bien que l'album de la bande son originale fut également réalisé en mono, la version de Hey Bulldog était un mixage de repli créé en combinant par moyens électroniques les deux canaux de la version stéréo, plutôt qu'un vrai mixage mono.)

## Parution
Outre les versions mentionnées précédemment, on retrouve cette chanson sur l'album compilation Tomorrow Never Knows paru exclusivement en téléchargement sur itunes en 2012.
Un single avec Hey Bulldog en face B, couplé à All Together Now, a été publié en janvier 1972 dans des pays tels que la France, l'Allemagne, la Suède, l'Italie et les Pays-Bas (Odeon – 1 J 006-04.982).
En 2023, une version remixée par Giles Martin a été ajoutée à la compilation The Beatles 1967–1970.